# Jerzy Mroziak
Jerzy Mroziak (ur. 29 sierpnia 1941, zm. 3 grudnia 2022) − polski psycholog, doktor habilitowany, wieloletni pracownik naukowy Wydziału Psychologii Uniwersytetu Warszawskiego, następnie profesor nadzwyczajny w Akademii Pedagogiki Specjalnej im. Marii Grzegorzewskiej. Zajmował się patologią pamięci, funkcjonalnym zróżnicowaniem półkul mózgowych i zaburzeniami percepcji.

## Kariera naukowa
Studia wyższe ukończył w 1970 roku na Wydziale Psychologii i Pedagogiki Uniwersytetu Warszawskiego. Na tym samym wydziale w roku 1978 uzyskał stopień doktora nauk humanistycznych w zakresie psychologii ze specjalnością psychologia poznawcza. Promotorem pracy doktorskiej był Ziemowit Włodarski. W 1993 roku uzyskał stopień doktora habilitowanego za rozprawę pt. Równoważność i asymetria funkcjonalna półkul mózgowych. 
W 1987 roku otrzymał nagrodę zespołową III stopnia Ministra Nauki i Szkolnictwa Wyższego, w 1991 roku nagrodę zespołową I stopnia Rektora UW oraz nagrodę Wydziału I Nauk Społecznych PAN im. Wł. Witwickiego w 1993 r.

## Wybrane publikacje
- Mroziak, J. (1982). Pamięć wzrokowa niewerbalna u osób po resekcjach skroniowych. Wyd. UW
- Mroziak, J. (1986). Percepcja a pamięć (na przykładzie modalności wzrokowej).W: Z. Włodarski (red.), Psychologiczne problemy pamięci. Materiały do nauki psychologii, Seria I, t. 5, PWN, Warszawa: ss. 46-68.
- Mroziak, J. (1996). Zaburzenia spostrzegania. Agnozje. W: A. Herzyk, & D. Kądzielawa (Red.) Zaburzenia w funkcjonowaniu człowieka... Wyd. UMCS, ss. 11-52.
- Mroziak, J. (1992). Równoważność i asymetria półkul mózgowych. Warszawa.
- Mroziak, J. (1996). Zaburzenia uczenia się po uszkodzeniach mózgu W: Z. Włodarski (Red.) Psychologia uczenia się t. II cz.VI, ss. 175-248, Warszawa: PWN, (wydanie II)[4].

## Współpraca międzynarodowa
Współpracował z holenderskim Tilburg University oraz z niemieckim Uniwersytetem Eberharda Karola w Tybindze.